# سنباط (زفتى)
سنباط إحدى قرى مركز زفتى التابع لمحافظة الغربية بجمهورية مصر العربية.

## التاريخ
هي قرية قديمة ذكر جوتييه أن اسمها القبطي تسمبوت (Tasembot) وقال أميل أميلينو أن اسمها القبطي Tasempoti أو Tasempot، حرف اسم القرية إلى سمبوط فذكر في نزهة المشتاق باسم سنباط. شارك أهل القرية في ثورة أهل الدقهلية ضد الحملة الفرنسية على مصر وسوريا. وردت باسم سنبوطيه في معجم البلدان وفي قوانين الدواوين وتحفة الإرشاد باسم سنبموطيه من أعمال جزيرة قوسينا وباسمها الحالي في دليل 1228 هـ.
ذكرها علي مبارك في كتابه الخطط التوفيقية، حيث ذكر أنها قرية في مديرية الغربية بقسم زفتة، وأن بها مسجد وكنيسة ومهنة أهلها الزراعة، ويحوطها أشجار سنط. فصل قرية حصة سنباط عن القرية في تاريخ 1272 هـ ثم أعيدت إليها في سنة 1900 ليصبح اسمها سنباط وحصتها.

## الكنيسة
تُعد كنيسة الشهيدة رفقة وأولادها الخمسة بسنباط من أقدم الكنائس الأثرية في مصر وفيها قبور 15 شخصًا منهم بارا وأوتام والأنبا مرقس الضرير. يعود تاريخ إعادة بنائها بين عامي 1465 و1467م، وقد سُجلت ضمن الآثار القبطية والإسلامية بقرار وزاري عام 1987. بنيت الكنيسة بطراز معماري يجمع بين الطراز البازيليكي والبيزنطي، أعيد تشييد مبناها عام 2003.

## السكان
بلغ عدد سكان سنباط وحصتها 26,722 نسمة حسب تقدير عام 2018.
| السنة  | 1882 | 1897 | 1907 | 1927 | 1947 | 1960 | 1976   | 1986   | 1996   | 2006   | 2018   |
| ------ | ---- | ---- | ---- | ---- | ---- | ---- | ------ | ------ | ------ | ------ | ------ |
| القرية | 3223 | 3955 | 5645 | 6735 | 7270 | 8401 | 11,257 | 14,540 | 17,620 | 20,599 | 26,722 |